# Germanistische Abhandlungen
Germanistische Abhandlungen ist der Titel einer der ersten Fachzeitschriften der germanistischen Philologie.

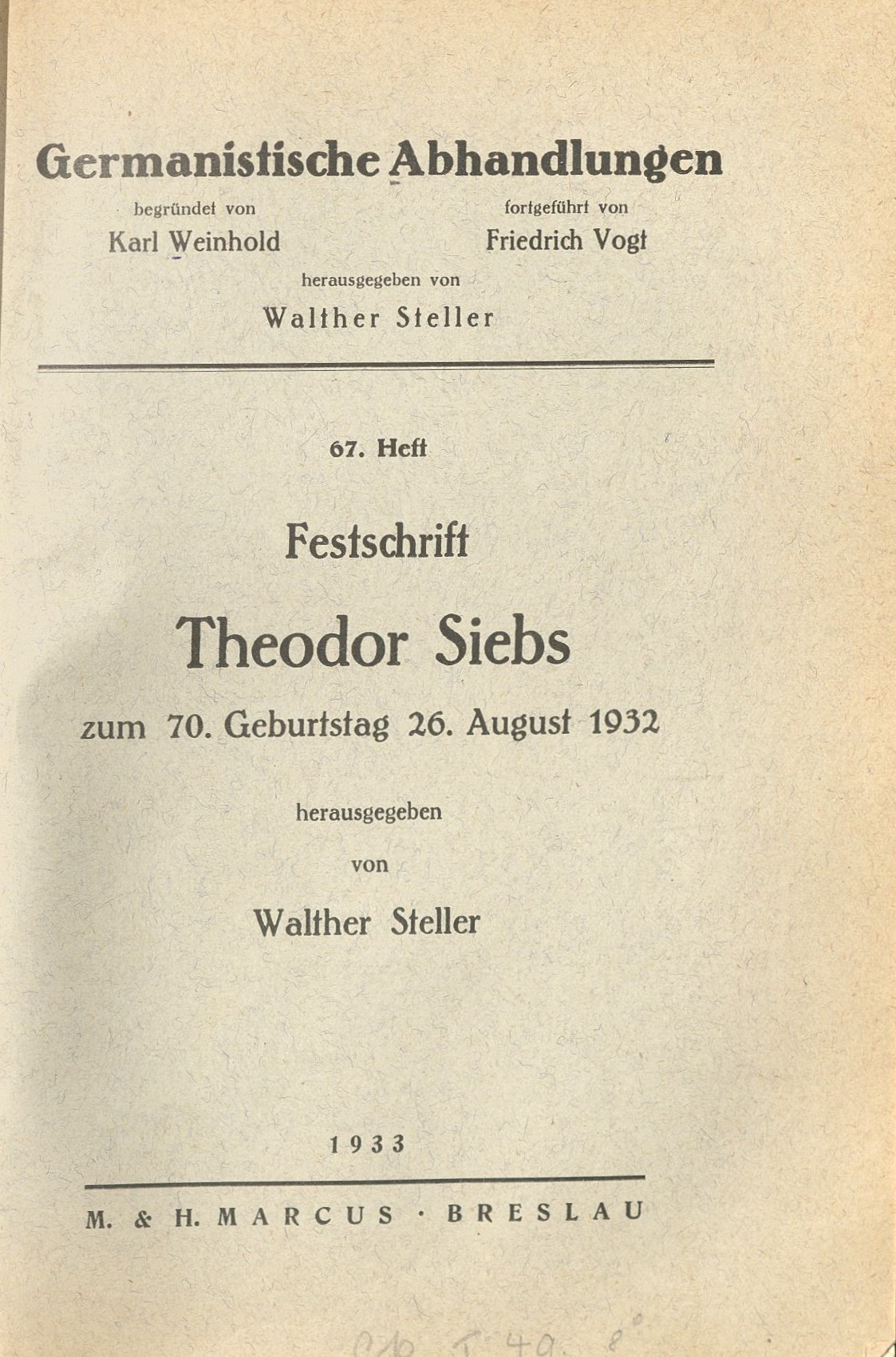
Walther Steller als Herausgeber

Sie wurde von Karl Weinhold begründet, fortgeführt von Friedrich Vogt und schließlich von Walther Steller herausgegeben. Von 1882 bis 1934 erschienen 68 Hefte mit insgesamt 13.536 Seiten, verlegt bei M. & H. Marcus in Breslau, teils auch bei deren Verlag von Wilhelm Koebner in Breslau. Die Reihe wurde (als verkleinerte Faksimiles) nachgedruckt von Olms in Hildesheim 1972–1977.